# قرار مجلس الأمن التابع للأمم المتحدة رقم 1396
قرار مجلس الأمن التابع للأمم المتحدة رقم 1396، المتخذ بالإجماع في 5 آذار / مارس 2002، بعد الإشارة إلى القرارات 1031 (1995) و1088 (1996) و1112 (1997) و1256 (1999) و1357 (2001) بشأن الحالة في البوسنة والهرسك، رحب المجلس بقبول المجلس التوجيهي لمجلس تنفيذ السلام في 28 شباط / فبراير 2002 عرض الاتحاد الأوروبي توفير بعثة شرطة تابعة للاتحاد الأوروبي لتحل محل بعثة الأمم المتحدة في البوسنة والهرسك في الفترة من 1 يناير 2003.
وأشار مجلس الأمن إلى اتفاق دايتون والاستعدادات للانتقال من بعثة الأمم المتحدة في البوسنة والهرسك في نهاية ولايتها. ووافق على تعيين بادي أشداون لخلافة وولفغانغ بيتريتش فيمنصب المندوب السامي للبوسنة والهرسك وأعرب عن تقديره لعمل الأخير على إنجازاته.
ورحب القرار بإنشاء بعثة الشرطة التابعة للاتحاد الأوروبي اعتباراً من 1 كانون الثاني / يناير 2003 لمتابعة انتهاء ولاية البعثة كجزء من برنامج منسق لسيادة القانون. وشجع على التنسيق بين بعثة الشرطة التابعة للاتحاد الأوروبي وبعثة الأمم المتحدة في البوسنة والهرسك والممثل السامي لضمان انتقال المسؤوليات من قوة الشرطة الدولية إلى بعثة الشرطة التابعة للاتحاد الأوروبي ورحب بتبسيط جهود التنفيذ المدني الدولي في البوسنة والهرسك. كان على بعثة الشرطة التابعة للاتحاد الأوروبي مراقبة وتدريب الشرطة البوسنية وإنشاء أو إصلاح المؤسسات المستدامة وفقًا لمعايير الاتحاد الأوروبي.
أخيرًا، أكد القرار 1396 مجددًا على الأهمية والسلطة النهائية التي يوليها المجلس لدور الممثل السامي في تنسيق أنشطة المنظمات والوكالات في تنفيذ اتفاقية دايتون.

## روابط خارجية
- نص القرار في undocs.org